# Agrupación por el Esclarecimiento de la Masacre Impune de la AMIA
La Agrupación por el Esclarecimiento de la Masacre Impune de la AMIA (Apemia) es una organización civil argentina fundada en junio de 2002, integrada por víctimas, familiares y amigos de víctimas del atentado terrorista a la AMIA perpetrado en Buenos Aires el 18 de julio de 1994. Entre sus dirigentes se destaca Laura Ginsberg.
Apemia es muy crítica de los estados de Argentina e Israel, acusando a ambos de encubrir los mismos. El lema de la organización es "Basta de impunidad y encubrimiento! El Estado argentino es el responsable". Se opone al juicio en ausencia sosteniendo que es una maniobra para consumar el encubrimiento y propone formar una comisión investigadora independientes que tenga acceso a los archivos secretos que el Estado argentino mantiene sobre ambos atentados.

## Historia
Apemia surgió a mediados de 2002, como un desprendimiento de Memoria Activa, otra organización vinculada a las víctimas y familiares de víctimas del Atentado a la AMIA. Apemia cuestionaba en ese momento el primer juicio sobre el atentado a la AMIA que se había iniciado el año anterior, como una maniobra más de encubrimiento. El juicio finalmente concluyó en 2004, revelando una amplia operación de encubrimiento del atentado, realizada desde lo más alto del gobierno de Carlos Menem, con complicidad del juez de la causa Juan José Galeano, los fiscales, la policía, los servicios de informaciones, e incluso las más importantes organizaciones de la comunidad judía en Argentina.
Apemia sostiene que el Estado de Israel fue cómplice del Estado argentino en el encubrimiento de los atentados tanto de la embajada de Israel en Argentina, como de la AMIA.
Apemia se opone también sancionar leyes que permitan la realización del juicio en ausencia de los acusados, sosteniendo que de esa manera se cerraría definitivamente el encubrimiento.
En 2015 cuestionó fuertemente la denuncia realizada por el fiscal del caso AMIA Alberto Nisman contra la entonces presidenta argentina Cristina Fernández de Kirchner, con motivo del Memorándum de Entendimiento Argentina-Irán de 2013. Apemia ha sido muy crítica de la actuación del fiscal Nisman, sosteniendo que fue uno de los responsables del encubrimiento del atentado.
Ante la situación de encubrimiento generalizado de los atentados y el involucramiento de todos los poderes y varios estados extranjeros en el mismo, la propuesta central de Apemia es la creación de una comisión investigadora independiente, que tenga acceso a los archivos secretos en poder del Estado argentino sobre los atentados a la embajada y a la AMIA.